# Reneszánsz királyságok
A Reneszánsz Királyságok (röviden RK) egy olyan online játék, mely a középkorban játszódik, amelyben a cél nem az, hogy a másik játékos karakterét leöljük.

## Ismertető
A játék rendelkezik magyar nyelvű verzióval is, de attól még egyben nemzetközi is. Itt nincs saját városod/falud, saját kis királyságod, amit fejlesztened kell és le kell nyomnod a szomszédokat. Ez egy szerepjáték. A békés szót nem használnám, mivel természetesen itt is vannak háborúk, de korántsem olyanok, mint pl. a Travin-ban.
Itt a szerepjátékon van a lényeg. Minden játékosnak van egy karaktere. Ezt a karaktert fejleszted, eteted, öltöztetheted, sorsát Te határozod meg. Van kocsma és fórum, ahol a többi játékosokkal beszélhetsz, kérdéseket tehetsz fel.
Ez a játék egy amolyan középkori „élet-szimulátor”. Lehetsz, dolgos mesterember, katona aki a hazáját védi, lehetsz közösséged lelki vezetője, vagy tudós-orvos. Akár politikai pályára is léphetsz, így növelheted néped gazdagságát, politikai erejét… persze csak ameddig bölcsen teszed és fel nem lázadnak ellened. Lehetsz akár rabló-zsivány is, vagy zsoldos szabadcsapatok parancsnoka, a döntés rajtad áll!
A játékkal elég akár naponta 10-15 percet is eltölteni, míg megeteted a karaktered, munkát találsz, ellátod jószágaid, már ennyi idő alatt is közösséged tevékeny tagja lehetsz. Karakterednek különböző tulajdonságai vannak, mint Karizma, Erő és Intelligencia, ill. Hírnév (ami a Hírnévből és a Bizalom Pontokból áll össze) ezeket egyrészt különböző ételek elfogyasztásával tudod növelni ill. egyes esetekben más tettekkel. Ha esetleg meguntad a játékot, vagy egy ideig nem leszel internet közelben az sem gond, lehetőséged van a helyi templomban „visszavonulni” ekkor karaktered úgy mond hibernálva van, egyéb esetben 5 nap után sajnos éhen hal, de ez után is feltámadhat, a visszavonulás több hónapig is lehetséges!

## Szintek

### 0. szint
Alapból 0. szinten kezdesz, ekkor még nem túl sok lehetőséged van a fejlődésre. Ezen a szinten a bányába járás a legkifizetődőbb, ezen felül dolgozhatsz más földjén, esetleg a természeti kincsben (erdő, folyó vagy gyümölcsös). Ezen a szinten érdemes a fórumon is körbenézni, mivel itt sok fontos információ található a játékkal kapcsolatban. 
50 forinttal kezdesz, ebből kell 90Ft-t csinálni, ezen felül még 5 hírnévpontra is szükséged lesz. Hírnévpont szerezhető bizalompontokból, amelyet a legegyszerűbb a kocsmákban kérni. Ebből sajnos csak 3 darabot kérhetsz, a többit a templomban való munkával tudod megszerezni.
Miután megvannak a szükséges dolgok, a kastélyban a Nádor első titkárával kell beszélned. Itt eldöntheted, hogy milyen földet kérsz. Kérhetsz búzaföldet, kukoricaföldet (ezek terményei biztosan elkelnek), zöldségföldet, juh földet, tehén földet vagy sertés földet. 

### 1. szint
Miután a földet kiválasztásra került, elkezdhetsz rajta dolgozni, vagy alkalmazhatsz másokat rajta. Ha másokat alkalmazol rajta, akkor ezért 1 Hírnévpontot kaphatsz. A földed alapból 50%-os termőerejű, ezt azzal tudod javítani, ha olyan embereket alkalmazol, akik erősek vagy okosak. Minden 4 tulajdonságpontért +1% termőerőt kapsz, pont emiatt a 100% jelenleg még nem elérhető a játékban. A földed terménye 50Ft-ért megváltoztatható bármire. Ezen a szinten nyílik lehetőség, hogy ellátogass másik városba, esetlegesen le is települj ott. Első szinten a feladatod, hogy összegyűjtsél 500Ft, 20-20 tulajdonságpontot és normális ruháid legyenek (részletekért keressed fel a Nádor első titkárát). Ha mindez megvan, a Nádor első titkárától már műhelyt kérhetsz.

### 2. szint
Ezen a szinten nagyrészt a műhelyben éri meg dolgozni, 7 műhely közöl valamelyiket már meg is szerezted: ács, kovács, takács, borász, mészáros, molnár és pék. Ezek pontosabb leírása szintén a fórumon olvasható. Ezen a szinten 2500Ft-ot, és a továbbtanulásodnak megfelelő tulajdonságpontokat kell összeszedned, ezen felül még több ruhára lesz szükséged.

### 3. szint
Ezen a szinten már 4 féle úton lehetsz: Köztisztviselő, Pap, Orvos, Katona. Mindegyiknek más és más jelentősége van az ország életében. A Köztisztviselő a kamarának dolgozik, hogy gördülékeny legyen annak működése ( a kamara irányítja az országot). A pap végzi a misét, prédikál, s egyéb papi feladatokat láthat el az RK egyházában. Az orvos egyelőre még nincs leprogramozva, de a betegséges gyógyítása lesz a feladata. A katona pedig az országon belül hadseregeket tud felállítani.